# Rinyaújlak
Rinyaújlak (kroatisch Vilak) ist eine ungarische Gemeinde im Kreis Barcs im Komitat Somogy.

## Geografische Lage
Rinyaújlak liegt zwei Kilometer westlich der Gemeinde Csokonyavisonta und ungefähr 14 Kilometer nördlich der Kreisstadt Barcs.

## Geschichte
Im Jahr 1913 gab es in der damaligen Kleingemeinde 80 Häuser und 638 Einwohner auf einer Fläche von 4419 Katastraljochen. Sie gehörte zu dieser Zeit zum Bezirk Barcs im Komitat Somogy.

## Söhne und Töchter der Gemeinde
- Bálint Arany (1901–1987), Maschinenbauingenieur
- László Garami (1921–2003), Bildhauer

## Sehenswürdigkeiten
- Reformierte Kirche, ursprünglich 1784 erbaut, später restauriert

## Verkehr
Rinyaújlak ist nur über die Nebenstraße Nr. 68103 zu erreichen. Es bestehen Busverbindungen nach Csokonyavisonta. Der nächstgelegene Bahnhof befindet sich in Barcs.